# Flash Gordon (musikalbum)
Flash Gordon är ett det brittiska rockbandet Queens första soundtrackalbum och deras nionde studioalbum, utgivet i Storbritannien den 8 december 1980 av EMI och i USA den 27 januari 1981. Albumet är ett av Queens två soundtrack; detta är till science fiction-filmen Blixt Gordon, medan det andra är till Highlander. Albumet producerades av gitarristen Brian May och Reinhold Mack, som var med och producerade gruppens föregående album, The Game.
I Storbritannien nådde albumet plats 10 på albumlistan, medan det i USA nådde plats 23 på Billboard 200. Majoriteten av låtarna på Flash Gordon är instrumentala och endast två låtar innehåller text, varav den ena, "Flash's Theme", mer känd som "Flash", gavs ut som singel och på den brittiska singellistan nådde plats 10 som bäst.

## Historia

### Bakgrund och inspelning

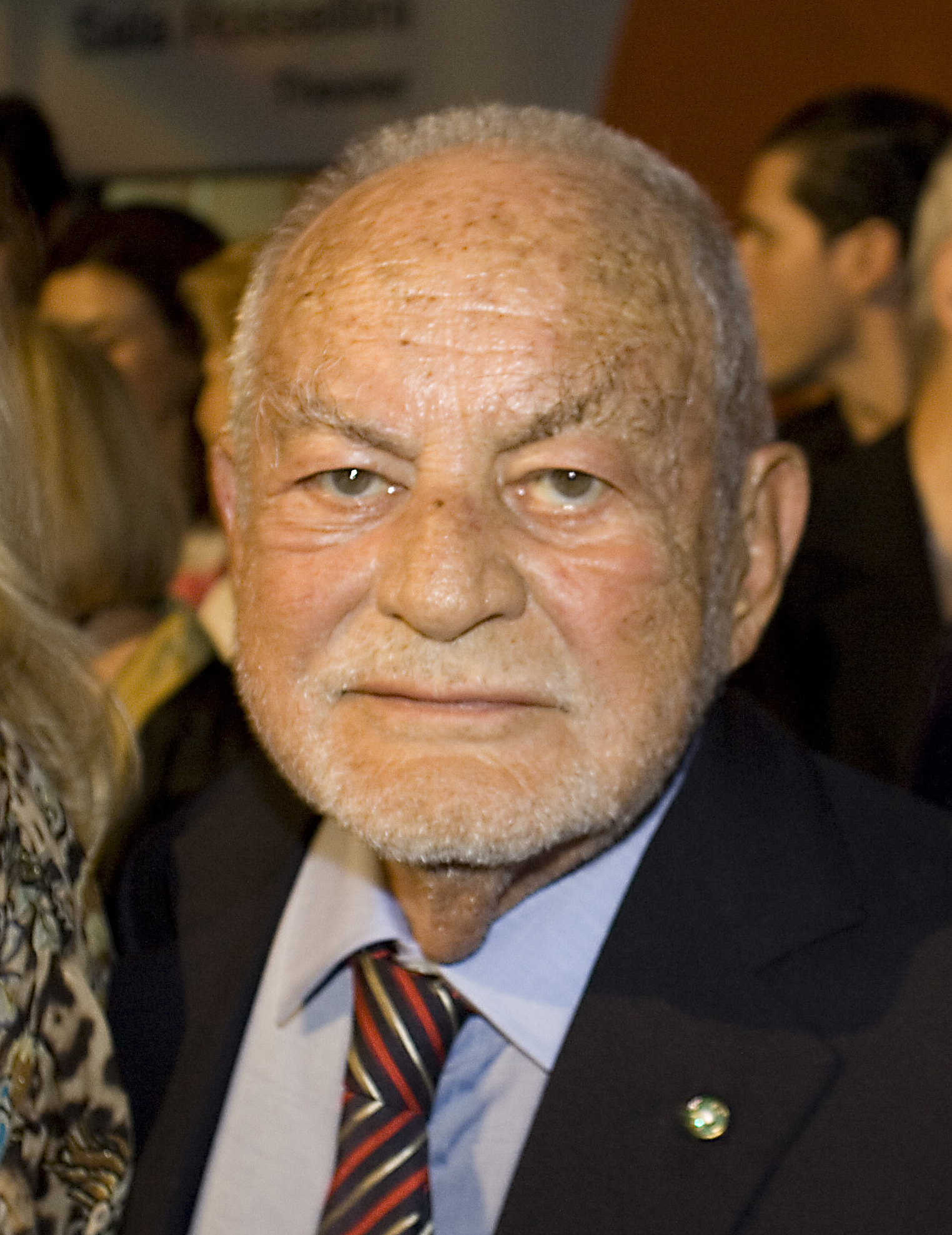
Dino de Laurentiis regisserade Blixt Gordon.

När Queen arbetade med albumet The Game sommaren 1979 fick gruppen en förfrågan från den italienske regissören Dino De Laurentiis om att skriva soundtracket till hans kommande film Blixt Gordon. När De Laurentiis hade rekommenderats att använda Queen svarade han frågande; "Men vilka är The Queens?". Gruppen gick med på att skriva musiken till filmen och man började arbeta med låtar samtidigt som man arbetade med inspelningarna av The Game i början av 1980; "Vi såg 20 minuter av den färdiga filmen och tyckte den var väldigt bra och överdriven... Vi ville göra något som var ett riktigt soundtrack... Det är en på många sätt helt nytt eftersom en rockgrupp inte har gjort nåt liknande tidigare, annars har det tonats ned och de har blivit ombedda att skriva ganska grötig bakgrundsmusik, medan vi fick tillstånd att göra vad vi ville så länge det kompletterade filmen."
Den 30 juni 1980 gav gruppen ut sitt åttonde studioalbum, The Game, och påbörjade samtidigt en turné i Nordamerika som avslutades den 30 september. Nästa turnéstart var 23 november 1980, så Queen hade drygt en och en halv månad på sig att bli klara med inspelningarna av Flash Gordon. Inspelningarna av albumet skedde under sex veckor mellan oktober och november i fem olika studios. För första och enda gången producerades ett Queenalbum av en enskild bandmedlem, Brian May, tillsammans med Reinhold Mack. John Deacon uttalade sig om detta under en intervju 1981; "[det] var väldigt ovanlig grej för oss och vi fick lite problem med det. Brian ville ha en tysk producent som han arbetade tätt ihop med i München, medan vi skulle ha föredragit ett album från Queen. Vi var ense då, men var inte helt nöjda med det."

### Utgivning
Första och enda singeln från Flash Gordon, "Flash's Theme", gavs ut den 24 november 1980 i Storbritannien och i januari 1981 i USA. Låten gick in på den brittiska singellistan den 6 december 1980 på plats 30. Fem veckor senare nådde den plats 10, vilket också blev låtens bästa placering. Låten låg därefter kvar på plats 10 i ytterligare två veckor. I USA gick det sämre för "Flash"; låten nådde efter den femte försäljningsveckan plats 42 som bäst. I Österrike tog sig låten upp som etta och nådde topp-10 i bland annat Frankrike, Irland och Tyskland.
Två veckor efter singelutgivningen i Storbritannien gavs Flash Gordon ut, tre dagar efter att filmen med samma namn haft premiär. I USA gavs albumet ut den 27 januari 1981 via Elektra Records, medan det i Storbritannien gavs ut av EMI. Albumet gick in på den brittiska albumlistan den 20 december 1980 på plats 17 och nådde som bäst plats 10; gruppens nästa sämsta notering för ett studioalbum, bara det självbetitlade debutalbumet hade en lägre placering. Albumet har sålt i över 100 000 exemplar i Storbritannien och certifierades med en guldskiva 21 januari 1981. I USA nådde Flash Gordon sin toppnotering på plats 23 efter sin sjunde försäljningsvecka. Detta var första gången sedan Queen II som gruppen misslyckades med att ta sig in på topp-20 på Billboard 200. I Österrike tog sig albumet upp som nummer ett och nådde topp 20-placeringar i bland annat Nederländerna och Tyskland.

### Mottagande
Greg Prato gav albumet 3.5 av 5 i betyg och skrev i sin recension för Allmusic att "[Flash Gordon] har över åren visat sig vara en av de bättre filmsoundtracken inom rocken." Han skrev också att de enda två låtarna som inte är instrumentala, "Flash's Theme" och "The Hero", också var albumets bästa låtar. Det brittiska musikmagasinet Record Mirror gav albumet toppbetyg och skrev att Queen på ett framgångsrikt sätt "lyckats slå samman andan av den ursprungliga dagspresserien från 1930-talet med några egna idéer."

## Låtlista
| 1. | Flash's Theme                                     | Brian May       | 3:29 |
| 2. | In the Space Capsule (The Love Theme)             | Roger Taylor    | 2:42 |
| 3. | Ming's Theme (In the Court of Ming the Merciless) | Freddie Mercury | 2:40 |
| 4. | The Ring (Hypnotic Seduction of Dale)             | Mercury         | 0:57 |
| 5. | Football Fight                                    | Mercury         | 1:28 |
| 6. | In the Death Cell (Love Theme Reprise)            | Taylor          | 2:24 |
| 7. | Execution of Flash                                | John Deacon     | 1:05 |
| 8. | The Kiss (Aura Resurrects Flash)                  | Mercury         | 1:44 |

| 1.           | Arboria (Planet of the Three Men)                 | Deacon                  | 1:41  |
| 2.           | Escape from the Swamp                             | Taylor                  | 1:43  |
| 3.           | Flash to the Rescue                               | May                     | 2:44  |
| 4.           | Vultan's Theme (Attack of the Hawk Men)           | Mercury                 | 1:12  |
| 5.           | Battle Theme                                      | May                     | 2:18  |
| 6.           | The Wedding March                                 | Richard Wagner arr. May | 0:56  |
| 7.           | Marriage of Dale and Ming (and Flash Approaching) | May, Taylor             | 2:04  |
| 8.           | Crash Dive on Mingo City                          | May                     | 1:00  |
| 9.           | Flash's Theme Reprise (Victory Celebrations)      | May                     | 1:23  |
| 10.          | The Hero                                          | May                     | 3:31  |
| Total längd: | Total längd:                                      | Total längd:            | 35:01 |

| 1. | Flash (single version)                                     | May     | 2:48 |
| 2. | The Hero (October 1980... Revisited)                       | May     | 2:55 |
| 3. | The Kiss (Early version, mars 1980)                        | Mercury | 1:11 |
| 4. | Football Fight (Early version, No Synths! – February 1980) | Mercury | 1:55 |
| 5. | Flash (Live in Montreal, november 1981)                    | May     | 2:12 |
| 6. | The Hero (Live in Montreal, november 1981)                 | May     | 1:48 |

## Medverkande
| Queen - John Deacon – bas, synt, gitarr - Brian May – gitarr, sång, piano, orgel, synt - Freddie Mercury – sång, piano, synt - Roger Taylor – trummor, slagverk, kör, synt Övriga medverkande - Howard Blake – orkesterarrangemang | Produktion - Producent – Brian May och Mack - Tekniker – Mack och Alan Douglas - Foto – Neil Preston - Omslagsdesign – Cream |

## Listplaceringar och certifikat
| Land:          | Organisation: | Topplacering: | Sålda ex: | Certifikat: | Ref:         |
| -------------- | ------------- | ------------- | --------- | ----------- | ------------ |
| Nederländerna  | NVPI          | 7             |           |             | [ 9 ]        |
| Norge          | IFPI          | 25            |           |             | [ 9 ]        |
| Storbritannien | BPI           | 10            | 100 000+  | Guld        | [ 10 ] [ 6 ] |
| Sverige        | IFPI          | 29            |           |             | [ 9 ]        |
| Tyskland       | BVMI          | 2             |           |             | [ 9 ]        |
| USA            | RIAA          | 23            |           |             | [ 11 ]       |
| Österrike      | IFPI          | 1             |           |             | [ 9 ]        |